# Anna Lise Phillips
Anna Lise Phillips (1975) è un'attrice australiana.

## Biografia
Il suo primo ruolo importante fu la partecipazione al film The Boys (1998). È apparsa in molte serie TV australiane. Ha recitato nella serie televisiva poliziesca australiana del 2002 Young Lions ed ha anche avuto ruolo di ospite in Le sorelle McLeod, The Secret Life of Us, Farscape, Stingers, Murder Call, Good Guys Bad Guys, Water Rats e Wildside. È apparsa in uno spot televisivo per la banca ANZ. Nel 2009 è apparsa nel ruolo di Jeneana Palmer nella soap opera Home and Away trasmessa su Seven Network. Nel 2012 è stata lanciata in un ruolo ricorrente nella serie televisiva americana Revolution.
L'attrice è a volte accreditato come Anna Lise, Anna Lise Philips e Anna-Lise Phillips.

## Filmografia parziale

### Film
- Animal Kingdom, regia di David Michôd (2010)
- Backtrack, regia di Michael Petroni (2015)

### Televisione
- Farscape – serie TV, episodio 2x02 (2000)
- Revolution – serie TV, 4 episodi (2012)
- Irreverent – serie TV, 7 episodi (2022)
- In the Clearing – serie TV, 6 episodi (2023)